# Stomopneustes variolaris
Genre
Espèce
Stomopneustes variolaris est une espèce d'oursin, le seul de la famille des Stomopneustidae.

## Description

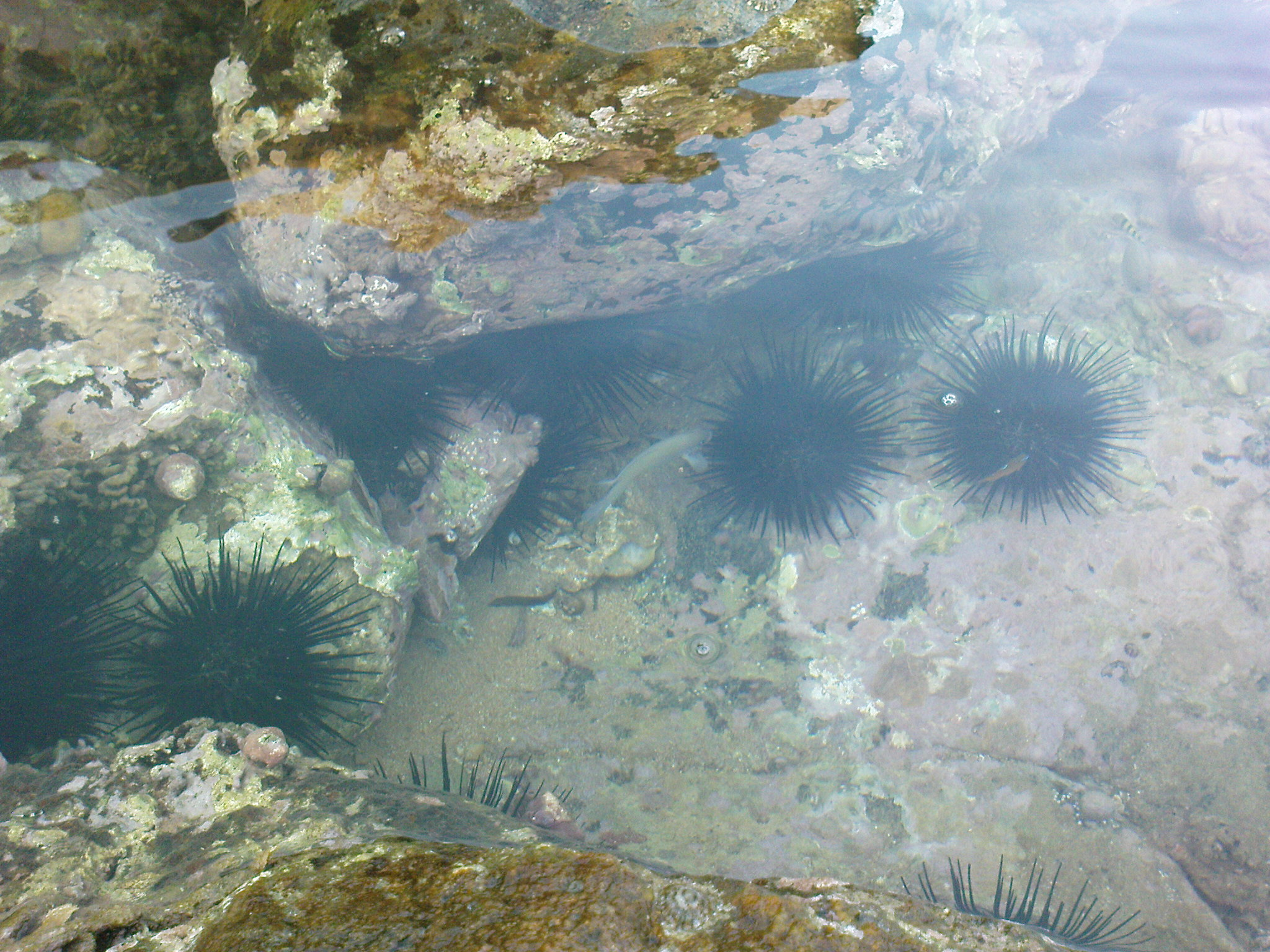
S. variolaris au Sri Lanka.

C'est un oursin régulier au test (coquille) de forme globulaire, légèrement subhémisphérique de profil, et qui peut atteindre une taille imposante (jusqu'à 8 cm pour le test seul, presque le triple avec les piquants). Il est généralement entièrement noir, mais le test peut être légèrement plus clair (grisâtre ou pourpre) que les piquants (appelés « radioles »), et il présente des sutures grises en zigzag généralement assez visibles. Il est uniformément recouvert de radioles longues, pointues et robustes, de calibre approximativement homogène (sauf celles de la face orale, plus petites) et pouvant égaler le diamètre du test. Chez certains spécimens, les radioles vues longitudinalement peuvent arborer des reflets vert métallisé (parfois bleuté) qui les font ressembler à Echinothrix diadema ou à certaines espèces de Centrostephanus. La face orale est légèrement plus claire (notamment au niveau des interambulacres), et les radioles peuvent y apparaître brunâtres avec la pointe violacée.
Ces oursins, notamment au stade juvénile, font partie des « oursins perforants » : cela signifie que quand la roche est suffisamment tendre, ils vivent dans des anfractuosités qu'ils creusent et aménagent avec leurs piquants, qui peuvent alors être plus longs d'un côté que de l'autre du fait de l'usure, donnant l'illusion d'une symétrie bilatérale transitoire (ce caractéristique peut parfois perdurer chez des adultes). Il s'agit d'une convergence évolutive avec des espèces comme les Echinostrephus, mais cela se résorbe souvent chez les adultes, suivant le milieu où ils évoluent.

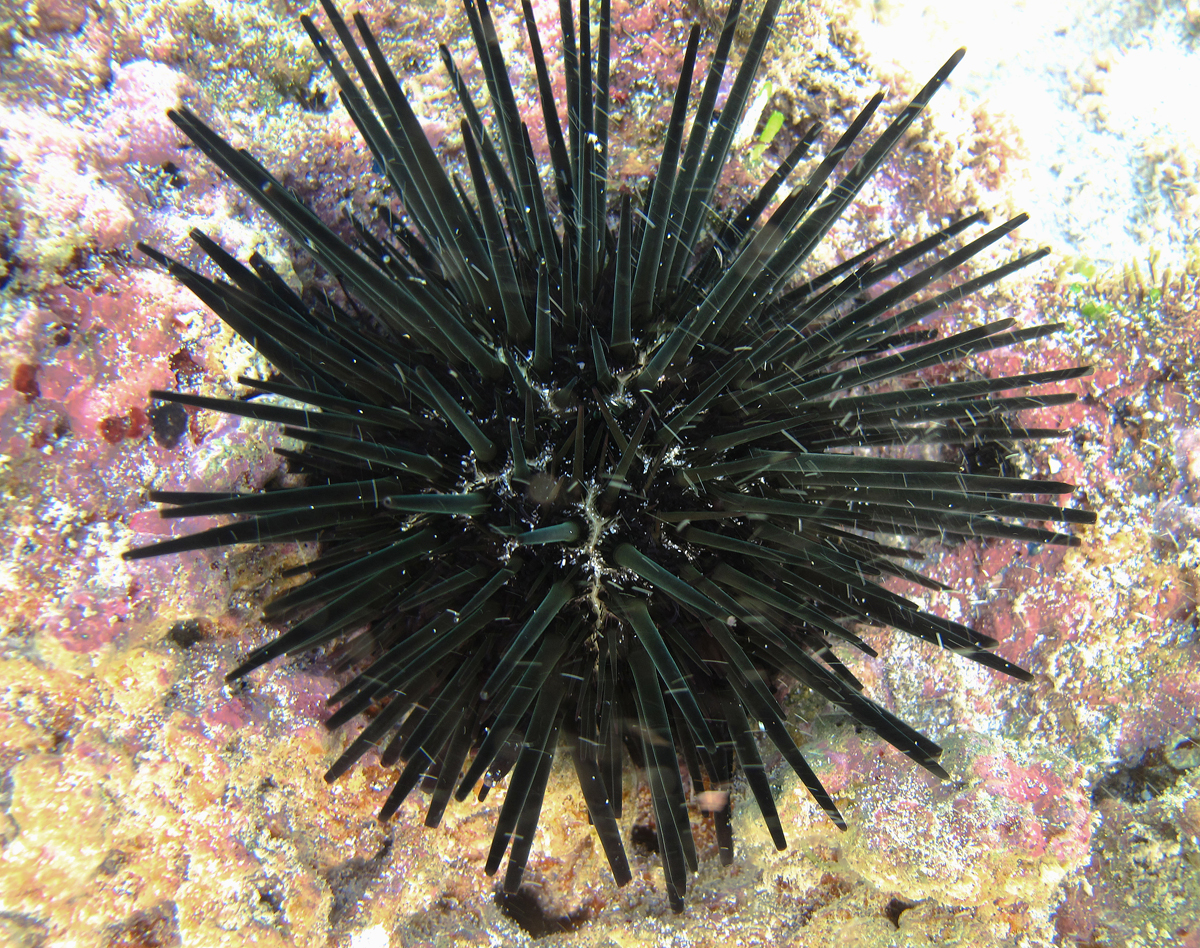
Les cinq sutures grises en zigzag sont ici bien visibles.
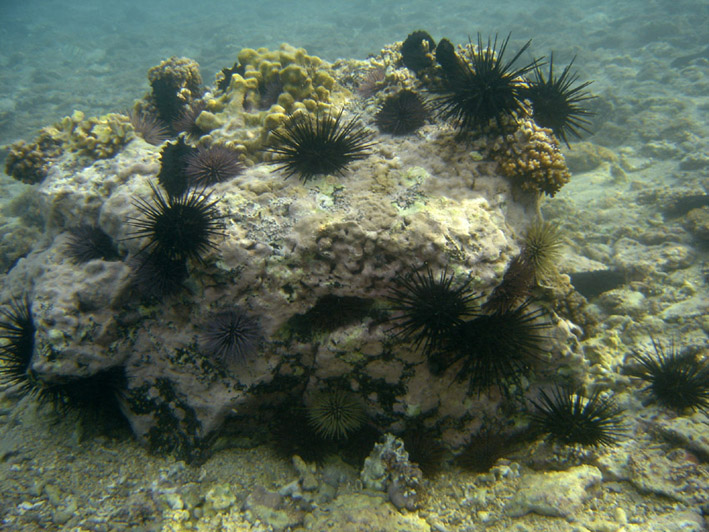
Stomopneustes variolaris à La Réunion (avec des Echinometra mathaei).
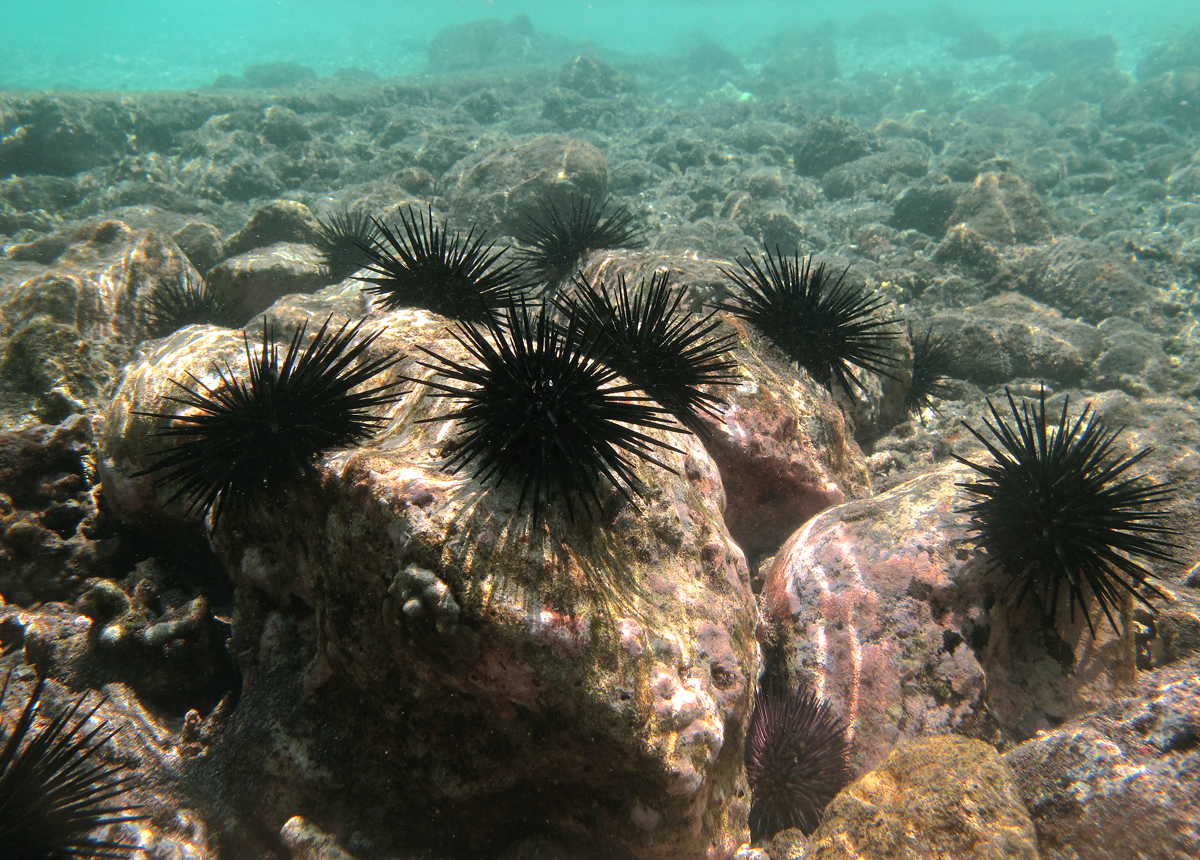
Stomopneustes variolaris à la plage Jacques Tessier, à La Réunion.
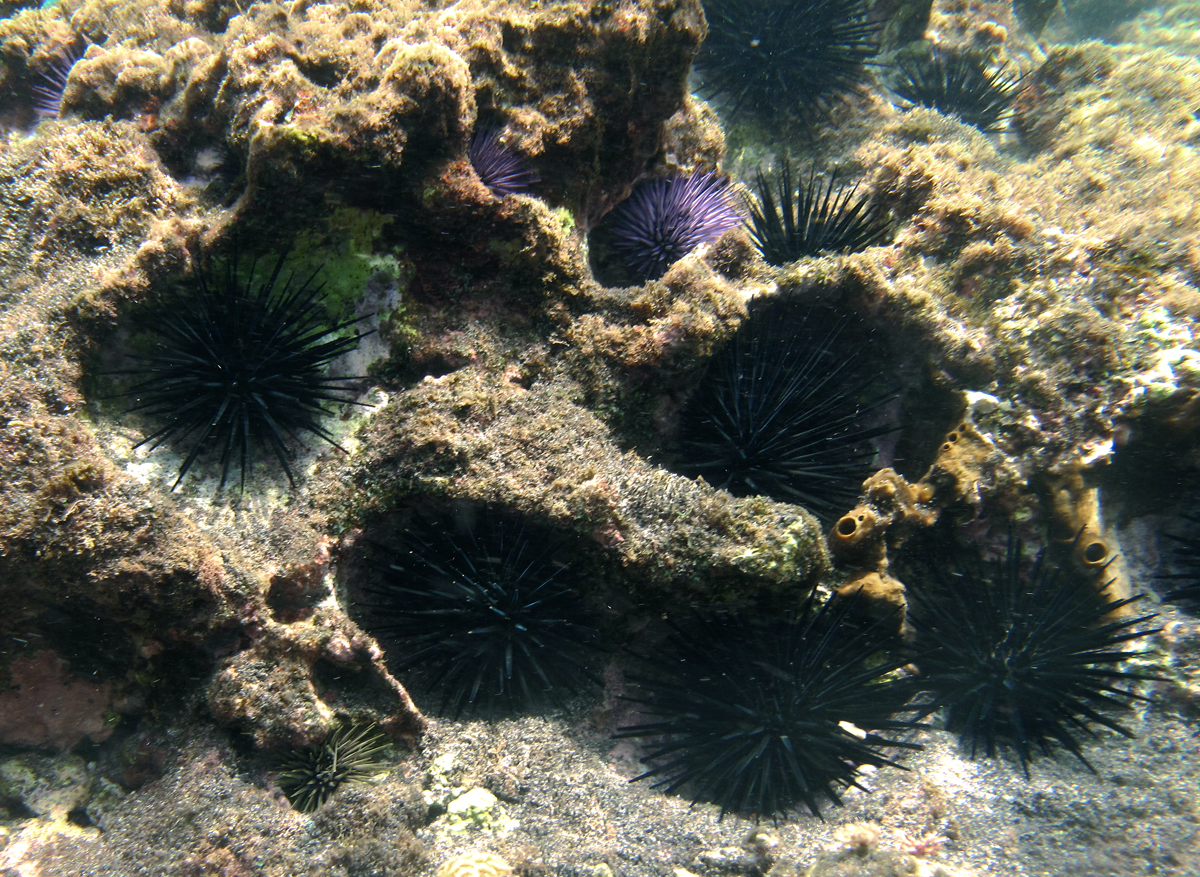
Stomopneustes variolaris dans leurs logettes à La Réunion (encore avec des Echinometra mathaei).

## Écologie et comportement
cet oursin fait partie de la catégorie des « oursins perforants » : quand il ne trouve pas suffisamment de crevasses naturelles pour se cacher, il utilise ses puissantes radioles et ses dents solides pour se creuser des logettes dans les roches tendres ou le coralligène, où il passera la journée à l'abri des prédateurs. Cela peut entraîner une usure des radioles qui les fera paraître plus courtes et émoussées.
Avec son appareil masticateur situé sur la face inférieure (appelé Lanterne d'Aristote), cet oursin broute le substrat avec un régime herbivore à tendance omnivore : algues, éponges, débris, charognes, animaux sessiles... Il se nourrit principalement de nuit, surtout les jeunes individus.
Sa reproduction est sexuée et gonochorique : la fécondation a lieu en pleine eau, où les larves vont se développer parmi le plancton avant de se fixer au bout de quelques semaines.

## Habitat
Cet oursin vit dans les eaux de l'Océan Indien occidental, dans les eaux tropicales, sur des substrats durs (corail mort, rochers...), de la surface à quelques dizaines de mètres de profondeur, mais souvent très près de la surface. Il semble affectionner les zones de courant important, tout en évitant l'exposition directe au ressac. 
On le trouve notamment aux Mascareignes (dont La Réunion), aux Comores (dont Mayotte) et au Sri Lanka, mais aussi jusqu'aux Philippines, Indonésie et Australie.

## Caractéristiques squelettiques

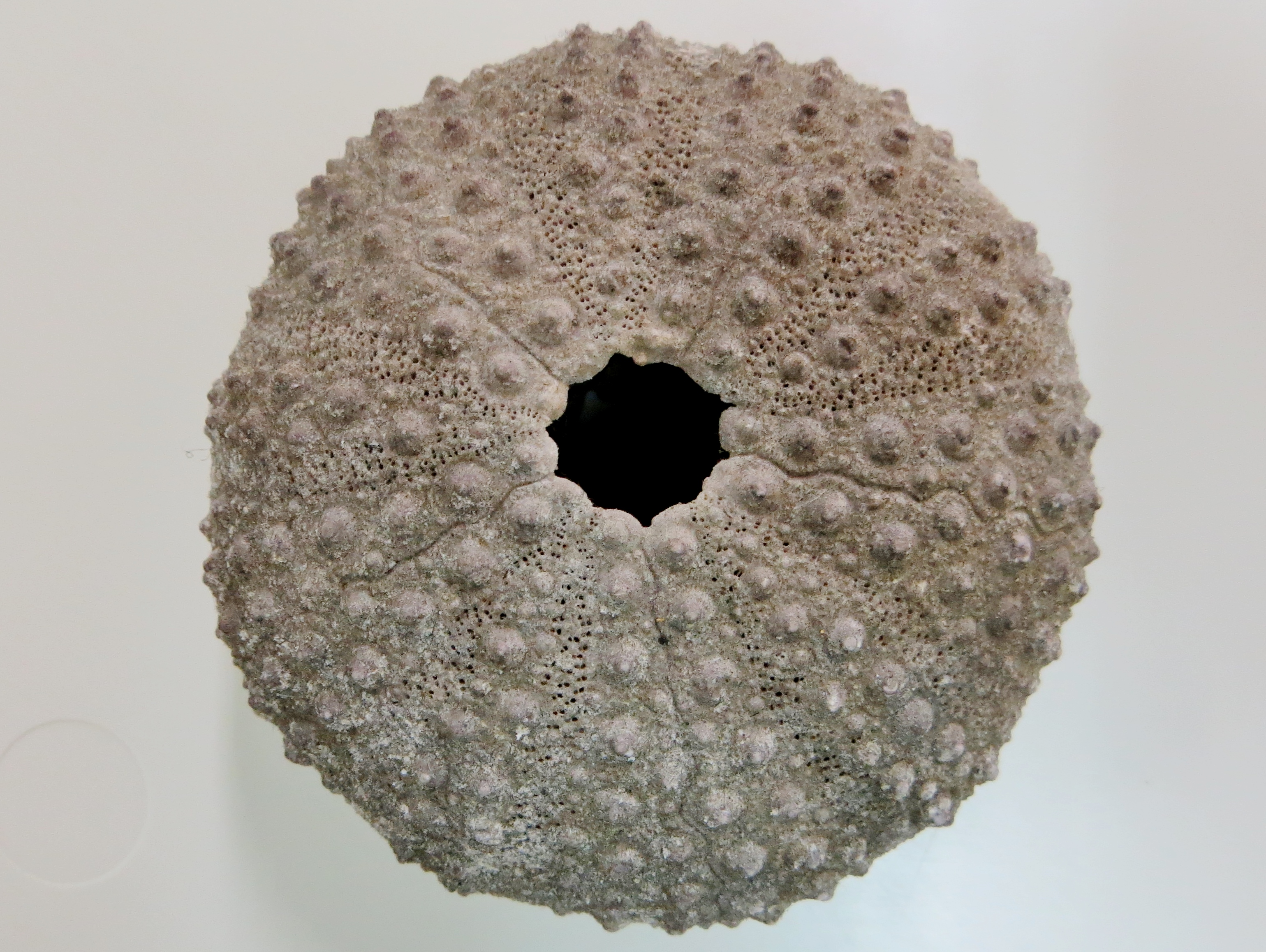
Test de Stomopneustes variolaris.

Le test est en forme de dôme, l'ambitus situé très bas. Le disque apical, hémicyclique, est petit, formé de plaques fermement incrustées dans la corona, avec un madréporite subtriangulaire et largement plus gros que les plaques génitales, dont les gonopores sont situés sur la pointe distale. Le périprocte n'est pas circulaire, mais légèrement anguleux. 
Les ambulacres, trigéminés, sont complexes, formés de grandes plaques composées, formées de 3 à 5 triades de plaques de taille variable, surmontées d'un unique tubercule primaire assez gros. Les groupes de pores forment des triades obliques, disposés en larges bandes méridiennes irrégulièrement ponctuées de petit tubercules secondaires. Les ambulacres s'élargissent sur la face orale pour former des phyllodes, qui distinguent facilement cette espèce de plusieurs genres ressemblants. 
Les tubercules primaires des plaques composées adjacentes sont de taille variable. 
Les plaques interambulacraires sont plus larges que hautes, et portent un unique tubercule primaire assez gros, en position centrale, flanqué de tubercules secondaires plus petits sur les plaques ambitales et aborales (mais approchant la taille des primaires sur les plaques ambitales). 
Tous ces gros tubercules primaires sont imperforés et non crénulés, et reposent sur des mamelons massifs, qui laissent peu de place aux tubercules secondaires. 
La face aborale ne laisse aucune zone interradiale nue, contrairement aux espèces de la famille des Diadematidae. 
Le péristome est petit, flanqué de cinq paires d'encoches buccales prononcées. 
La lanterne d'Aristote comporte cinq puissantes dents de type stirodonte.

## Taxinomie
Cet oursin est très isolé génétiquement : il est le seul représentant actuel de son genre (Stomopneustes) et de sa famille (Stomopneustidae). Son ordre (Stomopneustoida) ne comporte qu'une seule autre espèce vivante, très différente : Glyptocidaris crenularis. Cela en fait l'ordre le plus réduit des oursins actuels.